# Guy Spitaels
Guy Gustave Arthur Ghislain Spitaels (Aat, 3 september 1931 – Ukkel, 21 augustus 2012) was een Belgisch Franstalig politicus van de Parti Socialiste (PS). Tot aan zijn veroordeling in het Agusta-Dassault-smeergeldproces was zijn bijnaam 'Dieu' (God), een verwijzing naar zijn grote invloed in de PS, die tegelijk de machtigste partij van Franstalig België was. Zijn Nederlandse familienaam wordt vooral in het Frans vaak verkort tot 'Spit'.

## Biografie

### Afkomst en opleiding
Spitaels stamde uit de katholieke burgerij van zijn geboortestad Aat en studeerde daar aan een katholiek college. Hij behaalde een diploma doctor in de rechten (1955) en licentiaat in de politieke en sociale wetenschappen (1957) aan de Université catholique de Louvain (UCL). Op 21 november 1951 was hij een van de 17 studenten die de valse koning van Heverlee (Hugo Engels) begeleidden tijdens zijn bezoek aan het Heilig Hart-instituut te Heverlee. Kort daarna gaf hij zijn katholiek geloof op, werd vrijmetselaar en stapte over naar de Université libre de Bruxelles (ULB).
Aanvankelijk had hij een academische carrière: van 1958 tot 1968 was hij onderzoeker en later directeur van het Institut de Sociologie Solvay (SIS) aan de ULB en van 1966 tot 1971 was hij professor aan de ULB. Hij was ook ereprofessor van de ULB. Van 1959 tot 1960 verrichtte hij sociologisch onderzoek in Belgisch Congo.

### Politieke carrière
Spitaels trad reeds toe tot de PS begin jaren 60 naar aanleiding van de stakingen tegen de Eenheidswet, maar werd pas echt actief in de nationale politiek, toen hij van 1972 tot 1973 opdrachthouder was van minister Louis Major en van 1973 tot 1974 economisch kabinetschef was van premier Edmond Leburton.
Van 1974 tot 1995 zetelde Spitaels in de Belgische Senaat: van 1974 tot 1977 als provinciaal senator voor Henegouwen en van 1977 tot 1995 als rechtstreeks gekozen senator voor het arrondissement Doornik-Aat-Moeskroen. Zodoende was hij ook lid van de Franse Cultuurraad (1974-1980) en later de Raad van de Franse Gemeenschap (1980-1995) en de Waalse Gewestraad (1980-1995). Ook was hij van 1977 tot 2000 gemeenteraadslid van Aat, waar hij van 1977 tot 1997 burgemeester was.
Van 1977 tot 1979 was hij minister van Arbeid en Tewerkstelling in de regering-Tindemans IIV en daarna  de Regering-Vanden Boeynants II. Van 1979 tot 1981 was hij vervolgens vicepremier in de opeenvolgende regeringen Martens I, II, III en IV. Tegelijkertijd had hij de bevoegdheden Begroting (1979-1980) en Verkeerswezen (1980-1981).
In februari 1981 verliet Spitaels de regering om partijvoorzitter van de PS te worden. Enkele maanden later belandde de partij in de oppositie. In de jaren 80 voerde de PS oppositie tegen de besparingsmaatregelen van de opeenvolgende regeringen van liberalen en christendemocraten onder leiding van Wilfried Martens. Op 2 december 1983 kreeg hij de eretitel 'minister van Staat'. Bij de parlementsverkiezingen van 1987 behaalde de PS meer dan 40% van de Franstalige stemmen en stapte de partij in de regering-Martens VIII (een coalitie van christendemocraten en socialisten, uitgebreid met de Volksunie). In de daarop volgende jaren was de PS oppermachtig en gold Spitaels als onaantastbaar.
In zijn socialisme was Spitaels veeleer pragmatisch en opportunistisch dan doctrinair. Naast het socialisme werd Spitaels diepgaand beïnvloed door het Waals regionalisme en voorstander van de Belgische staatshervorming, waar hij in de jaren zeventig zelf aan meewerkte. In de Vlaams-Waalse tegenstelling was hij onverzettelijk, bijvoorbeeld in het conflict over wapenuitvoervergunningen voor Waalse bedrijven in 1991 dat leidde tot de val van de regering-Martens VIII. Niettemin loodste Spitaels de PS daarna in de regering-Martens IX (1991-1992, opnieuw een coalitie met de christendemocraten, maar zonder de Volksunie).
Voor Spitaels was Wallonië belangrijker dan het federale niveau en in 1992 gaf hij het partijvoorzitterschap op om minister-president van de Waalse gewestregering te worden.
Voorts was Spitaels voorzitter van de Bond van Europese socialistische partijen (tot maart 1992) en vanaf 1989 lid van de raad van bestuur van het Gemeentekrediet (nu Dexia).

### Gerechtelijk onderzoek
Vanaf de jaren 90 werd Spitaels geconfronteerd met verdenkingen in een gerechtelijk onderzoek naar corruptie bij de PS, het zogenaamde Agusta-schandaal (later ook Agusta-Dassault-affaire genoemd). Op 20 december 1993 vroeg het Luikse gerecht aan de Belgische Senaat en Kamer van volksvertegenwoordigers om zijn parlementaire onschendbaarheid gedeeltelijk op te heffen. Op 21 januari 1994 nam Spitaels ontslag als minister-president van de Waalse regering. Hij werd na de federale en deelstaatverkiezingen van 1995 echter door de leden van het Waals Parlement verkozen tot voorzitter van het parlement.
1997 luidde het einde in van Spitaels' politieke carrière. Onder druk van beschuldigingen trad hij af als burgemeester van Aat, bestuurslid van het Gemeentekrediet en voorzitter van het Waals parlement. Hij bleef tot in 1999 echter nog gewoon lid van het Waals Parlement en het Parlement van de Franse Gemeenschap. Op vraag van het Hof van Cassatie hief het Parlement van de Franse Gemeenschap op 11 maart 1998 zijn onschendbaarheid gedeeltelijk op, en op 25 maart gebeurde hetzelfde in het Waals Parlement. Daardoor kwam Spitaels als een van de laatste bij de reeks verdachten in het Agusta-Dassault-smeergeldproces.
Eind 1998 stond Spitaels samen met onder andere de voormalige ministers Willy Claes en Guy Mathot voor het Hof van Cassatie terecht. In de zaak Dassault werd hij veroordeeld voor passieve corruptie tot twee jaar voorwaardelijk, het verlies van het recht om een openbare functie te vervullen voor vijf jaar en een boete van 60.000 BEF (€ 1.500). Spitaels heeft steeds beweerd zich nooit aan corruptie schuldig gemaakt te hebben.
Hij stierf in zijn huis in Ukkel in de nacht van 20 op 21 augustus 2012 aan de gevolgen van een hersentumor.

## Stijl
Spitaels was als politicus bekend voor zijn koele en berekende stijl, gekenmerkt door korte uitspraken en een uitdrukkingsloze houding (wat maakte dat commentatoren hem vaak als 'sfinx' omschreven).
Als anti-flamingant schuwde hij geen provocaties. Zo werd hij berucht in Vlaanderen om zijn uitspraak "le lion flamand rugit, mais il n'a pas de dents" ('De Vlaamse leeuw brult, maar hij heeft geen tanden', een sarcastische toespeling op het Vlaams volkslied). Desondanks heeft Spitaels de rivaliserende radicaal anti-flamingante (Luikse) clan rond José Happart op afstand gehouden en hun invloed beknot toen zij in 1987 tegen regeringsdeelname stemden.